# The Aviary (album)
The Aviary è il secondo album in studio del duo svedese Galantis, pubblicato il 15 settembre 2017.

## Tracce
1. True Feeling – 4:00
2. Hey Alligator – 3:29
3. Girls On Boys – 3:00
4. Salvage (Up All Night) [feat.Poo Bear] – 3:17
5. Tell Me You Love Me – 3:10
6. Hello – 3:44
7. Hunter – 3:03
8. Written In The Scars (feat. Wrabel) – 3:24
9. Call Me Home – 3:25
10. Love on Me – 3:25
11. Pillow Fight – 3:17
12. No Money – 3:11